# The Royal Canadian Dragoons
The Royal Canadian Dragoons ou The RCD, traduisible par « le Régiment royal canadien de dragons » est un régiment de l'arme blindée des Forces armées canadiennes. Formé au côté du Royal Canadian Regiment en 1883, il est la plus ancienne unités de ce type au Canada. Aujourd'hui, il est un des trois régiments de l'arme blindée de la Force régulière et fait partie du Royal Canadian Armoured Corps, une unité protocolaire. Le régiment, de la taille d'un bataillon, opère sous le 2e Groupe-brigade mécanisé du Canada, et est stationné à la Base des Forces canadiennes (BFC) Petawawa. Le commandant d'honneur du RCD est le prince Charles, prince de Galles.

## Structure
Le régiment est composé d'un quartier-général régimentaire (protocolaire) et de cinq escadrons opérationnels dont un quartier-général (HQ, A, B, C et D). L'unité opère aujourd'hui[Quand ?] le véhicule de reconnaissance blindée Coyote, TAPV, LAV 6, TLAV et le char d'assaut Léopard 2A6M.

## Histoire

### Origines
Le Royal Canadian Dragoons est né en 1883 en tant que Cavalry School Corps, traduisible en « Corps de l'École de Cavalerie » au côté du Royal Canadian Regiment (alors nommé Infantry School Corps). Ces deux unités étaient alors chargées d'entraîner la Milice canadienne.

### Service
Le régiment servit au cours de la campagne du nord-ouest de 1885, la seconde guerre des Boers, la Première et Seconde Guerre mondiale et aux missions modernes de maintien de la paix (comme parmi d'autres, la Somalie, la Corée et le Kosovo) avec distinction. Le régiment a également servi en Afghanistan au sein de divers groupements tactiques.